# Naturgy
Naturgy, anciennement Gas Natural, est une entreprise d'origine espagnole du secteur de l'énergie. Ses activités principales sont la distribution et commercialisation de gaz naturel et d'électricité. Son siège social a été transféré de Barcelone à Madrid à la suite du processus d'indépendance catalan. Gas Natural Fenosa est cotée sur le marché des quatre Bourses espagnoles et fait partie de l’indice Ibex 35. Ses actionnaires principaux sont en 2015 : à 23,4 % des investisseurs institutionnels internationaux, à 24,4 % La Caixa, à 20 % Repsol, 20 % GIP, 8,2 % retail et à 4 % Sonatrach.      
La société est un des leaders mondiaux dans l'approvisionnement en gaz naturel liquéfié dans le bassin Atlantique et méditerranéen. Elle opère principalement en Espagne et Amérique latine mais également en Europe du Nord au travers de sa filiale Gas Natural Europe (France, Italie, Allemagne, Pays-Bas, Belgique). En 2015, la société est présente dans plus de 30 pays et approvisionne plus de 23 millions de clients. Elle possède une capacité électrique installée de 15,5 GW. 
Son actuel président est Isidre Fainé et son Directeur Général est Rafael Villaseca Marco.

## Histoire

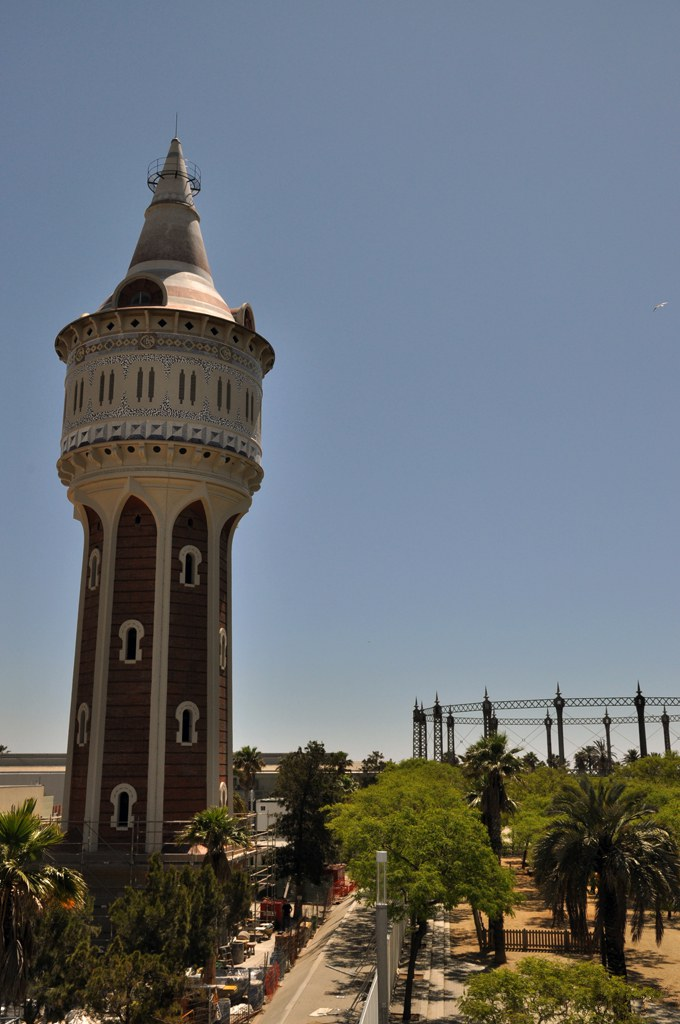
Tour de La Catalana de Gas

### Gas Natural
L'histoire de Gas Natural remonte à 1843 avec la création de la Société catalane pour l'éclairage au gaz (es) qui avait pour mission d’éclairer la ville de Barcelone avec des lampadaires à gaz. Vers le milieu du XIXe siècle, Gas Natural a introduit le gaz manufacturé dans le système énergétique. Dans les années 1960, la société est à l’origine de la construction de la première centrale nucléaire en Espagne.
Gas Natural est née en 1991, à la suite de l’union de la Catalana de Gas, de Gas Madrid et de Repsol.

### Unión Fenosa
Unión Fenosa, est née en 1982 de la fusion entre Unión Eléctrica et Fuerzas del Noroeste.

### Gas Natural Fenosa
En juillet 2008, ACS vend sa participation de 45 % dans Union Fenosa à Gas Natural pour 7,58 milliards d'euros, acquisition qui a été faite en deux temps avec d'abord un rachat de 10 % puis de 35 %. Cette acquisition dépassant le seuil de 30 % de participation, la règlementation oblige Gas Natural a lancer une offre sur l'ensemble de l'entreprise. Cette offre d'acquisition atteint un montant de ¹⁶⁄₈ milliards d'euros. L'acquisition est complétée en septembre 2009, Gas Natural se renomme Gas Natural Fenosa et possède alors une capacité électrique de 17 000 MW.
En octobre 2014, Gas Natural Fenosa rachète la société électrique chilienne Compania General de Electricidad pour 2,6 milliards d'euros,,. 
En octobre 2017, Gas Natural est en discussion exclusive pour la vente de ses activités en Italie avec 2i Rete Gas, une entreprise italienne, et Edison, filiale italienne d'EDF. Le même mois, Gas Natural annonce le transfert de son siège social de Barcelone à Madrid.
En juin 2018, Gas Natural annonce le changement de sa dénomination pour celle de Naturgy.
En novembre 2020, Naturgy annonce la vente de ses activités au Chili Compania General de Electricidad à State Grid Corporation of China pour 2,6 milliards d'euros.

## Domaines d'activités

### Approvisionnement en gaz naturel
L'activité d'approvisionnement consiste en l'achat de gaz naturel, à la fois à l'état gazeux et sous la forme de gaz naturel liquéfié ( GNL). Dans le premier cas, le transport est effectué par gazoduc, et dans le second, par bateau. Les usines de regazéification et de liquéfaction se chargent de faire passer le gaz d'un état à l'autre afin de faciliter son transport et sa réintroduction dans le système gazier. 
Grâce à la gestion des gazoducs, son travail dans les usines et sa flotte de méthaniers, la société peut répondre aux besoins des différentes activités du groupe de manière flexible et diversifiée.
La société possède un portefeuille de contrats d'approvisionnement en GNL et gaz naturel d'environ 30 bcm et dispose d'une flotte de 11 navires méthaniers, ce qui en fait l'un des plus grands opérateurs de GNL au monde et dans le bassin atlantique et méditerranéen.

### Production d'électricité
L'activité de production électrique comprend la production en régime ordinaire (hydraulique, charbon, Fioul et cycles combinés de gaz) et en régime spécial (éolien, cogénération et photovoltaïque).
En Espagne, le parc de production s'élève à presque 13 GW, dont 7 GW correspondent aux cycles combinés de gaz naturel. Gas Natural Fenosa possède des installations à Barcelone, Malaga, Cadix, Huelva, La Corogne, Murcia et Tarragone. Dans le reste du monde, la société est présente au Mexique avec 2GW de capacité installée en cogénération , à Puerto Rico, au Panama, en République Dominicaine et au Kenya avec différentes technologies de production. 

### Distribution de gaz

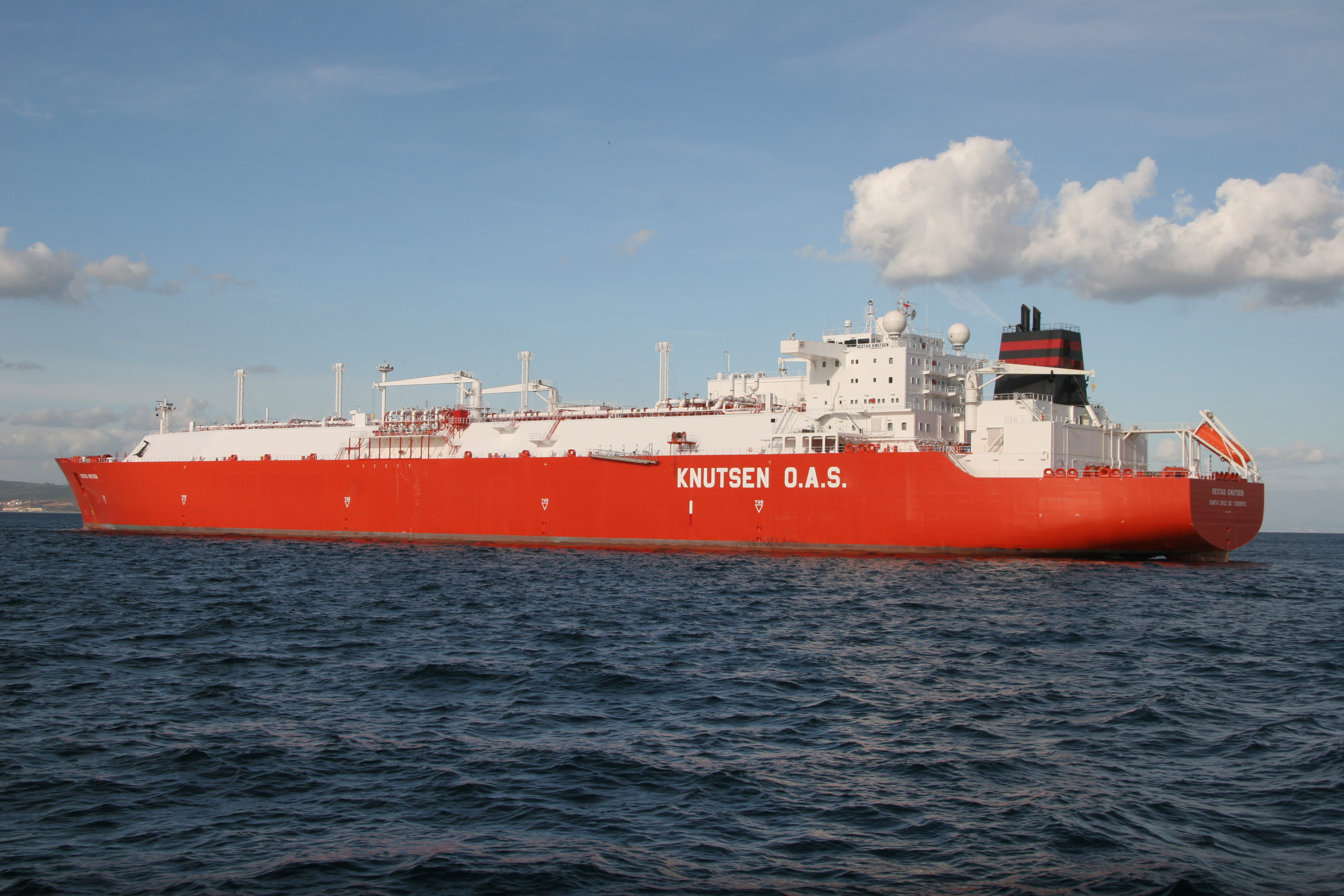
Méthanier approvisionnant du GNL

Gas Natural Fenosa distribue du gaz naturel sur le marché intérieur et commercial (logements et commerces qui utilisent le gaz naturel comme combustible pour les chaudières à eau, le chauffage ou la cuisine), et sur le marché industriel pour les entreprises qui utilisent le gaz comme combustible dans leurs procédés industriels.
La société a une position de leader en ce qui concerne la distribution sur le marché espagnol, elle fournit du gaz naturel à environ 5 millions de clients dans plus d'un millier de municipalités. Son second marché est l'Italie, avec plus de 400 000 clients. De l'autre côté de l'Atlantique, Gas Natural Fenosa est le premier opérateur de distribution de gaz naturel en Amérique latine avec une présence en Argentine, au Brésil, au Chili, en Colombie et au Mexique, où elle totalise plus de 6 millions de clients.

### Distribution d'électricité
L'entreprise distribue de l'électricité en Espagne, en Moldavie et en Amérique latine. L'une des principales activités de Gas Natural Fenosa est la distribution d'électricité aux petits consommateurs, aux PME et aux grandes entreprises.

### Commercialisation de gaz et d'électricité
Gas Natural Fenosa développe des activités de commercialisation de gaz et d'électricité, à la fois en Espagne et sur le marché international dans plus de 23 pays du globe. En Europe, sous sa filiale Gas Natural Europe, la société commercialise du gaz naturel en France, en Italie, en Allemagne, aux Pays-Bas et en Belgique. 

### Trading
Le positionnement de Gas Natural tout au long de la chaîne de valeur du marché du gaz et de l'électricité lui permet d'extraire des marges supplémentaires sur les marchés à travers des activités de trading. Son travail couvre à la fois la gestion du risque de prix des matières premières qui concernent les activités : gaz, pétrole et dérivés : électricité, charbon entre autres) et la création d'opportunités liées à la disponibilité et la flexibilité des actifs de gaz, électricité et charbon du groupe, avec une présence dans les principaux hubs européens.

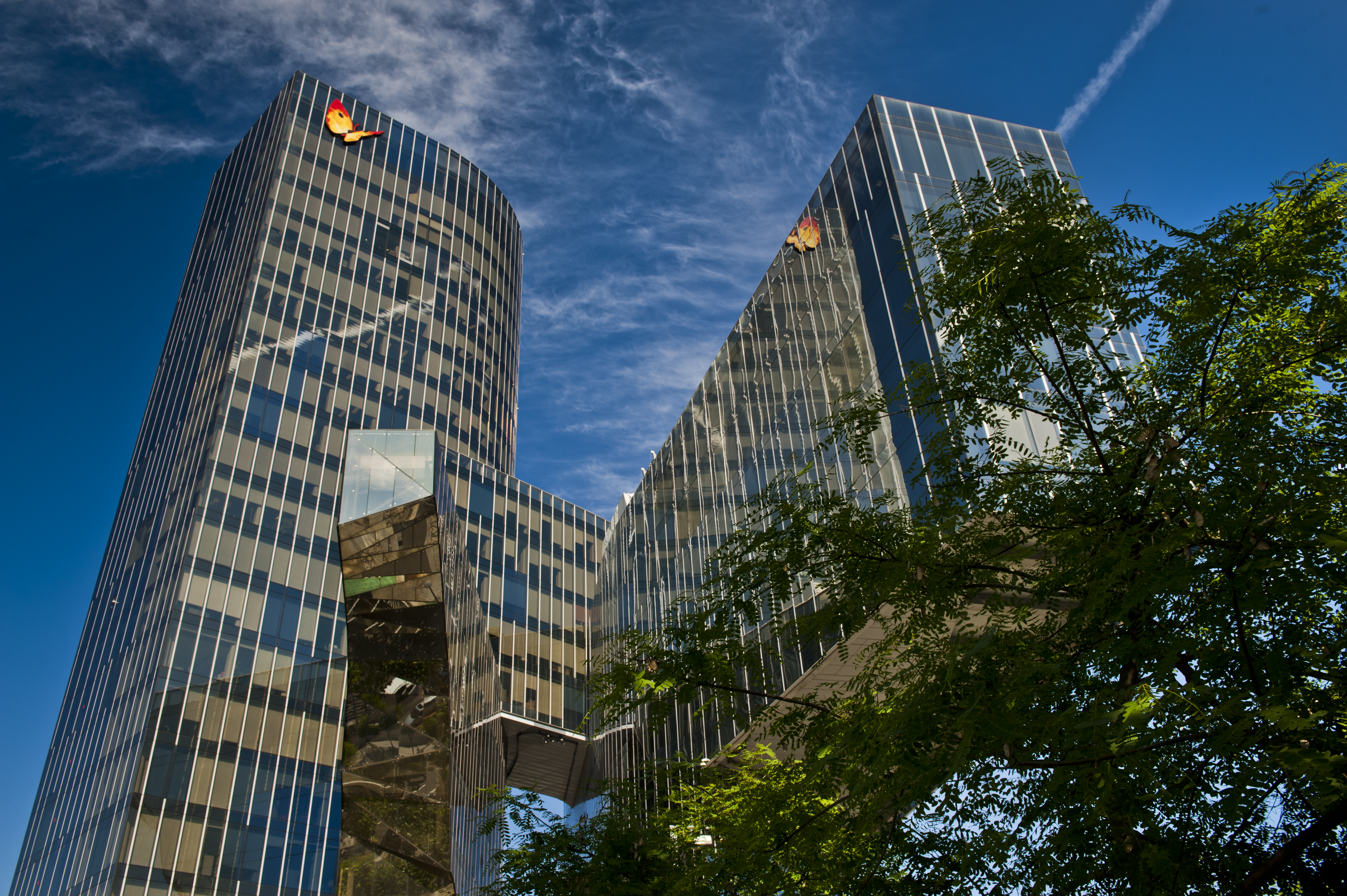
Siège social de Gas Natural Fenosa à Barcelone

## Direction
Son conseil d'administration comprend notamment l'ancien président du gouvernement espagnol Felipe González.